# 新横浜ステーション開発
新横浜ステーション開発株式会社（しんよこはまステーションかいはつ）は、横浜市港北区に本社を置く日本の不動産会社。東海旅客鉄道(JR東海)の完全子会社（連結子会社）。
新横浜駅直結の駅ビル「新横浜中央ビル」及び商業施設「キュービックプラザ新横浜」の管理・運営。また、東海道新幹線高架下（東京 - 熱海間）の管理・賃貸・開発も行っている。 

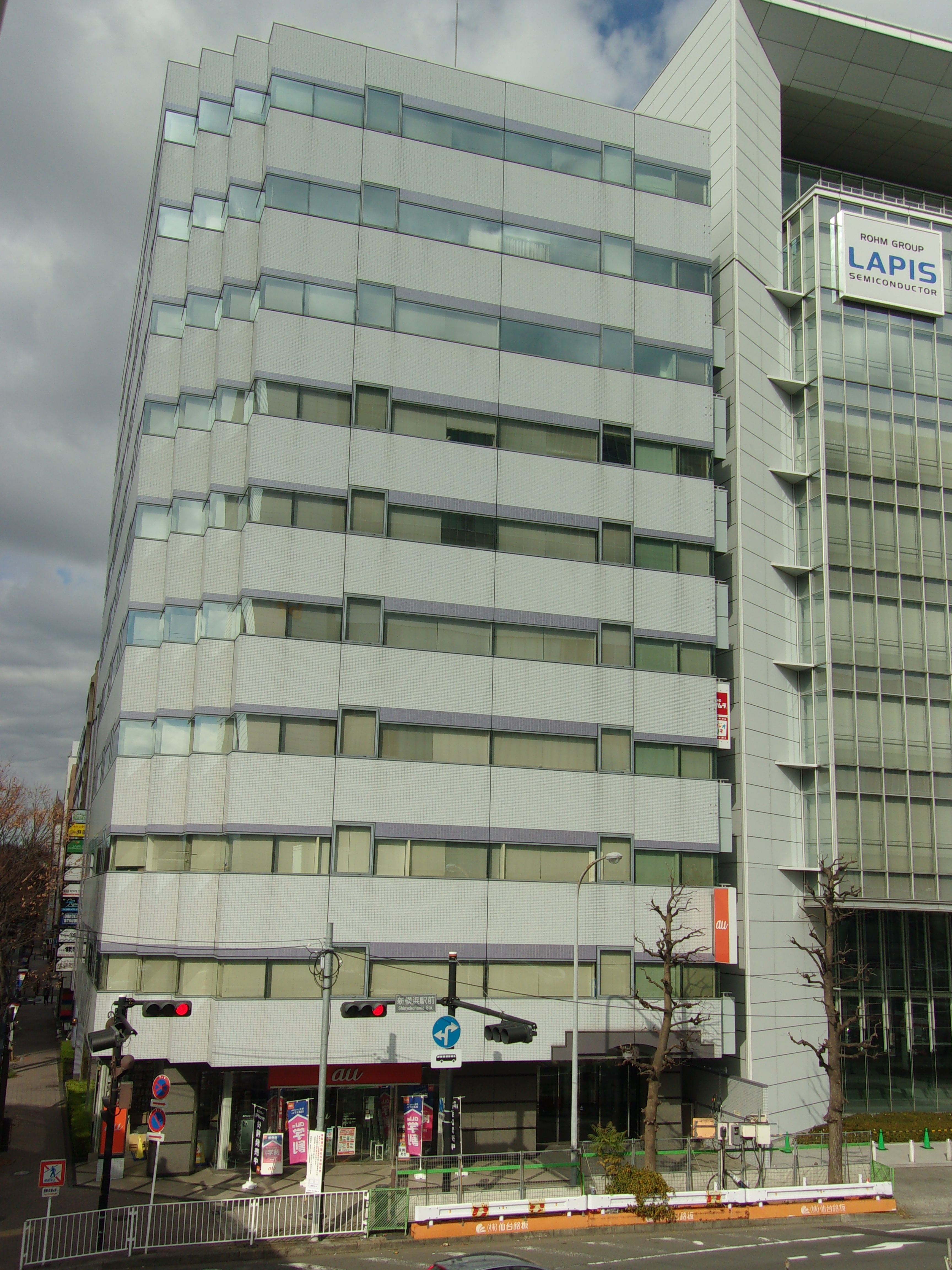
本社が入居する新横浜ステーション開発WNビル

## 運営する主な施設
- キュービックプラザ新横浜
  - グルメストリート
- アスティ小田原

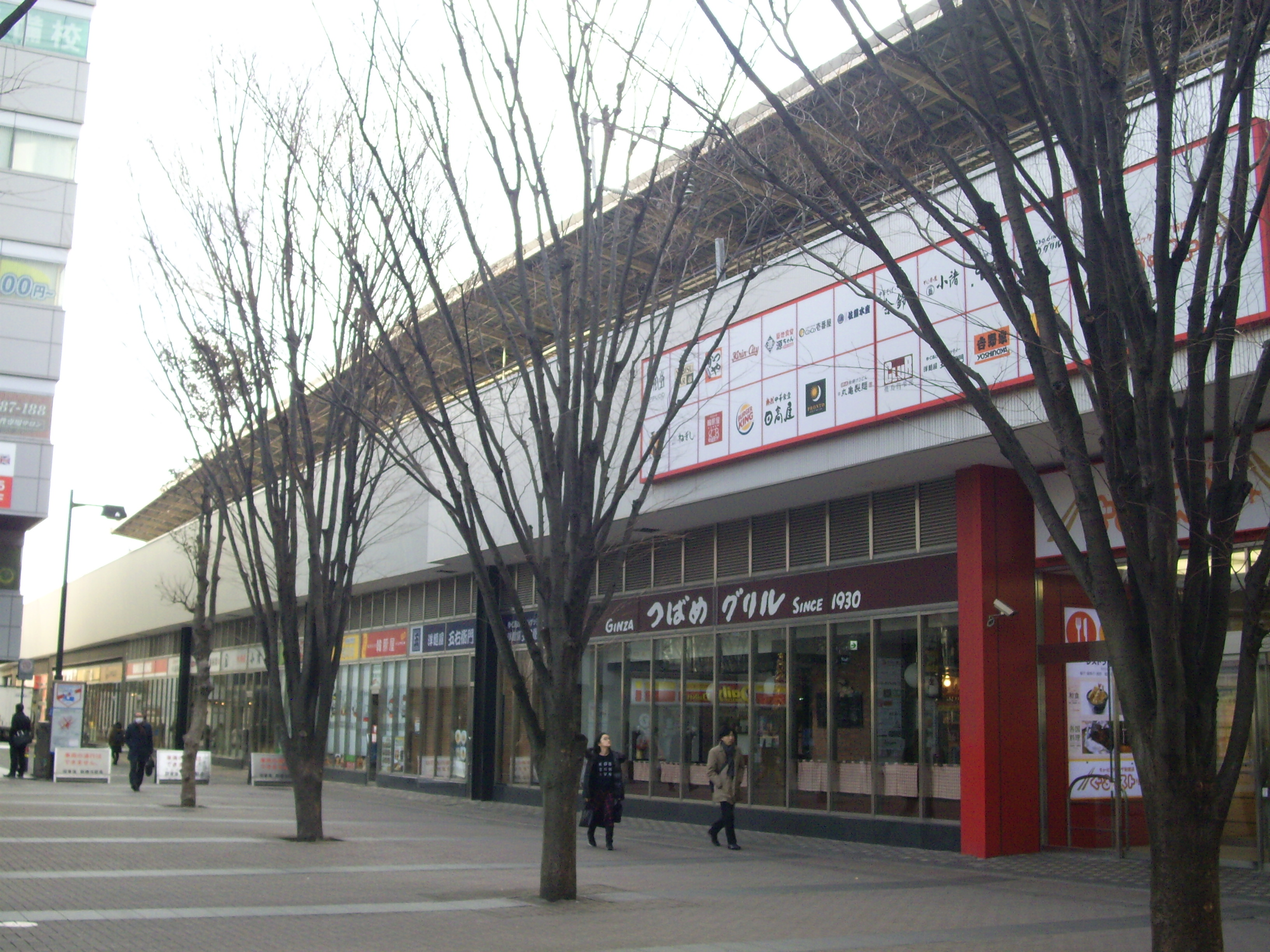
キュービックプラザ
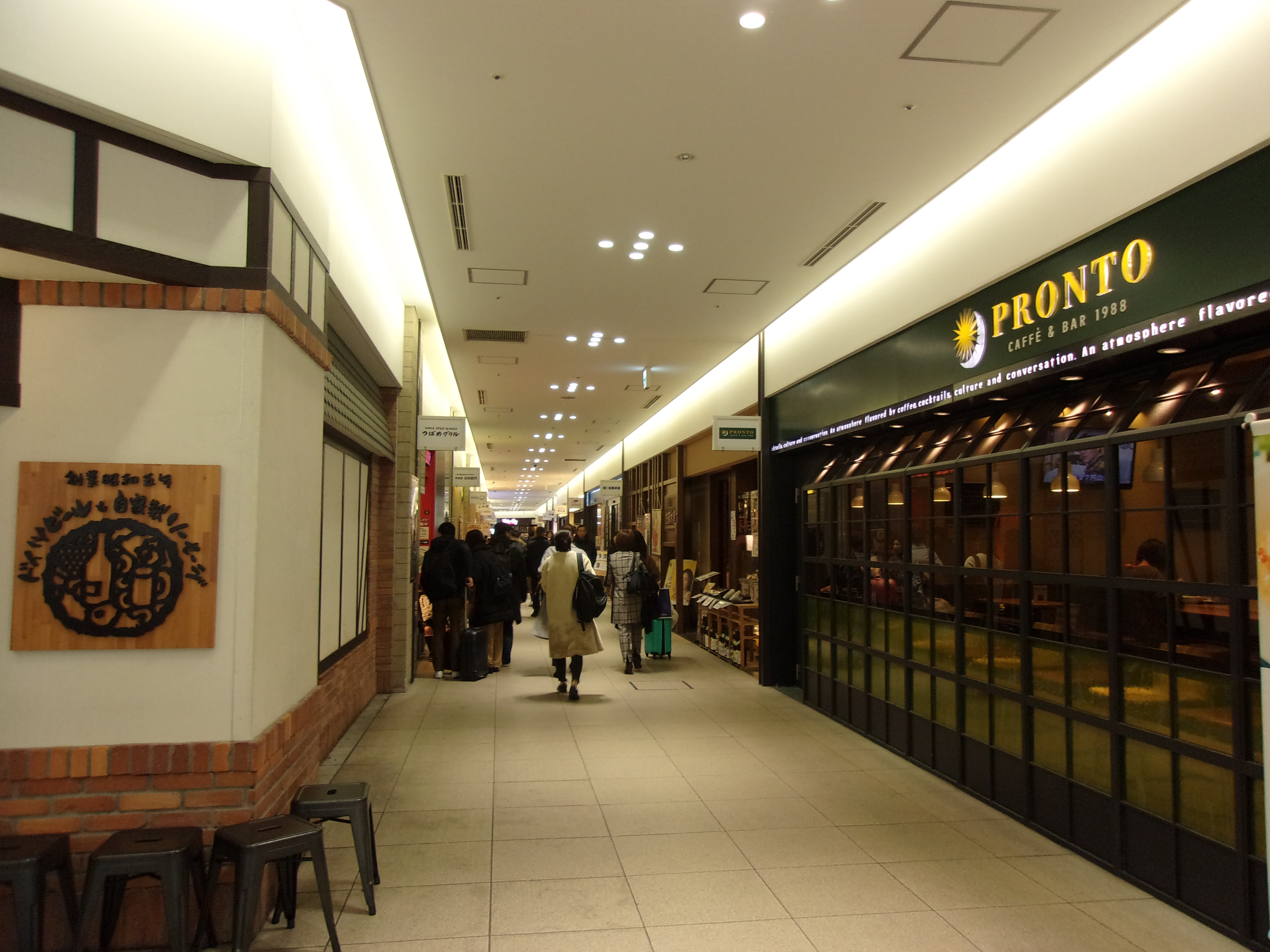
グルメストリート
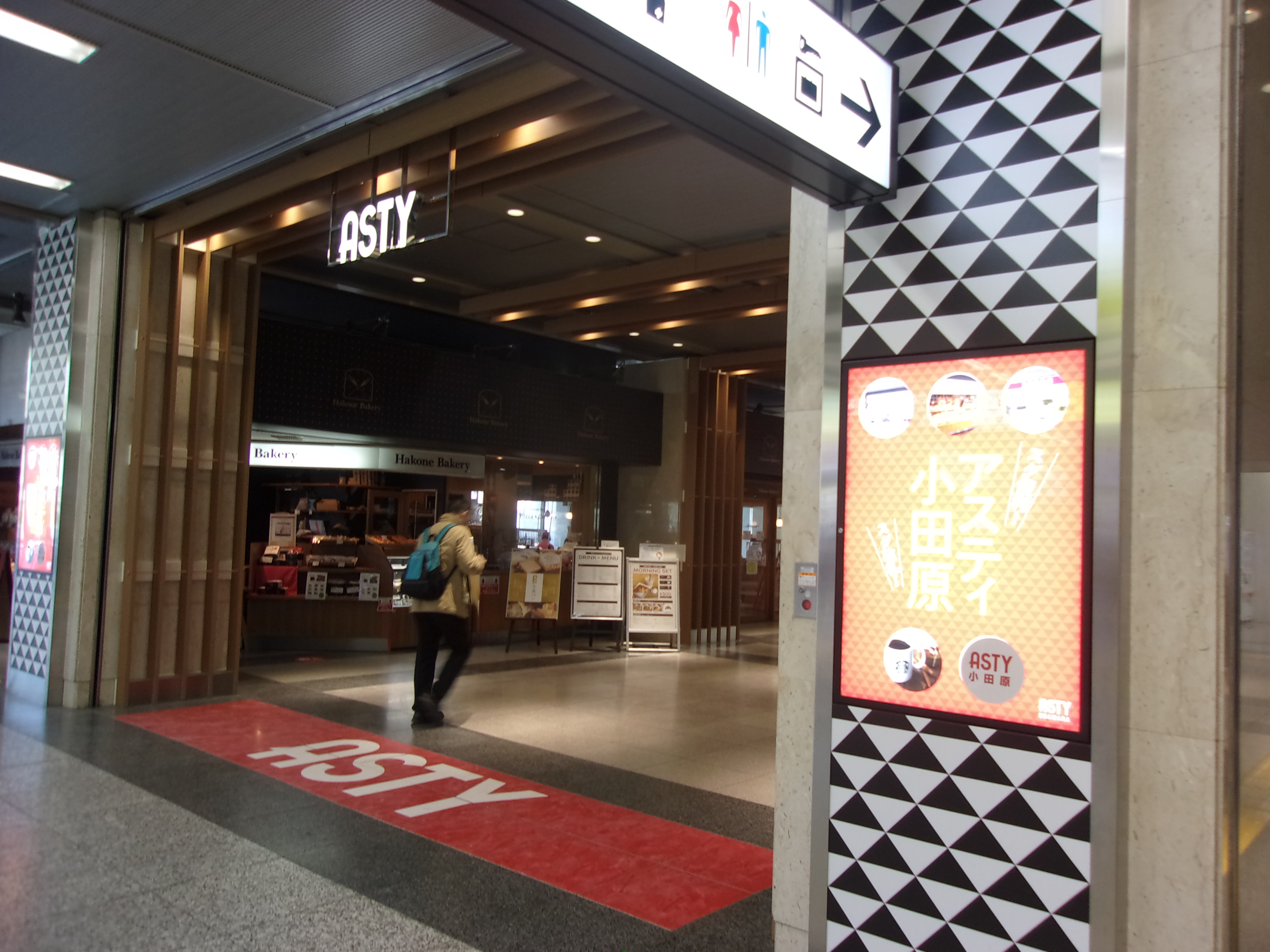
後北条氏の家紋「三つ鱗」をデザインしたアスティ小田原

 ウィキメディア・コモンズには、新横浜ステーション開発に関するカテゴリがあります。